# Мировой тур в защиту частной жизни
«Мировой тур в защиту частной жизни» (англ. The Worldwide Privacy Tour, дословно — «Мировой конфиденциальный тур») — второй эпизод двадцать шестого сезона американского мультсериала «Южный Парк». Премьера эпизода состоялась 15 февраля 2023 года. Эпизод пародирует отказ Принца Гарри и Меган от исполнения обязанностей британской королевской семьи и их последующий ребрендинг. В эпизоде демонстрируется, как Принц и его супруга приезжают из Канады в Южный Парк, выражая желание уединиться, что приводит к конфликту с четвероклассником Кайлом Брофловски.

## Сюжет
Айк Брофловски плача смотрит видеозапись похорон Королевы Канады. Он занимает компьютер, не давая старшему брату Кайлу Брофловски играть в онлайн-игры со своими друзьями, что приводит к тому, что они развиваются без Кайла. Баттерс Стотч советует Кайлу заняться бренд-менеджментом и приводит его в «CumHammer Brand Management», где агент по имени мистер Дэвис предлагает бренды, в каждом из которых содержится слово «жертва».
Принц Канады и его жена, которые критиковали монархию, отправляются в турне, чтобы прорекламировать свои мемуары и отстоять своё право на частную жизнь. Они переезжают в дом напротив семьи Брофловски. Несмотря на заявления о стремлении к уединению, их шумные занятия, такие как игра на барабанах, мешают Кайлу. Когда он жалуется, они кричат, что он нарушает их частную жизнь.
Кайл рассказывает своим друзьям о том, что он жертва, но они не проявляют особого интереса и отдаляются от него, когда он жалуется на Принца и его супругу. После того, как Кайл замечает, что его дом обклеен обложками журналов с изображением жены Принца, он берёт себе бренд «ничего не беспокоит». Жена Принца, не добившись никакой реакции, обвиняет Кайла в преследовании. Когда Принц пытается спровоцировать Кайла, показывая свои гениталии в окно дома, Кайл решает проигнорировать его.
На следующий день Кайл приходит в школу с более позитивным поведением, но узнаёт, что Биби Стивенс избивает Баттерса за женоненавистнические высказывания о ней. Баттерс утверждал, что Биби должна быть более сильной и уверенной. Понимая, что это результат работы «CumHammer Brand Management», Кайл отправляется туда и обнаруживает, что жена Принца консультируется с Дэвисом о том, как ему отомстить. Кайл говорит, что когда люди пытаются создать свой собственный бренд, они больше походят на товар, чем на людей. Это убеждает Принца отказаться от выступлений в СМИ в пользу более нормальной жизни, осознавая, что истинная ценность человека определяется его внутренним миром, а не ярлыком. Когда его жена не отвечает согласием, он заглядывает внутрь неё и видит, что она буквально пуста внутри. Он покидает «CumHammer Brand Management» без неё.
Кайл позволяет Айку вновь посмотреть похороны Королевы, не обращая внимания на возможные негативные последствия для своей репутации среди друзей. Друзья Кайла стучатся к нему в дверь и приглашают поиграть на улице, чтобы снять стресс. Они отправляются на местную баскетбольную площадку, где Принц спрашивает, можно ли ему поиграть. Когда они соглашаются, он устанавливает свою ударную установку на краю площадки и играет музыку, пока мальчики играют в баскетбол.

## Отзывы
Джон Шварц из Bubbleblabber оценил эпизод на 8,5 баллов из 10 и заявил, что эпизод подтвердил статус «Южного Парка» как «бесспорного короля анимационных комедий для взрослых», отметив, что он заставил людей бурно обсуждать эпизод, выведя из себя знаменитостей и заработав на этом тонны денег. Также Шварц отметил: «„Мировой тур в защиту частной жизни“ неделю за неделей поднимался всё выше в рейтингах по сравнению с новым эпизодом „Южного Парка“ под названием „Купидон Йе“».
Макс Ночерино из The Future of the Force поставил эпизоду оценку A, сказав, что это отличный эпизод, в частности, отметив: «Боже мой, они разгромили Меган в этом эпизоде. Это была просто истерика, какой глупой и безвкусной они её выставляли», и заявив: «Трей Паркер отлично справился с Принцем Гарри и Меган Маркл».
Том Пек из The Independent заявил, что эпизод вывел из себя Принца Гарри и Меган, отметив, «что это абсолютно весёлая, жестокая сатира, поданная с той экономией и точностью, благодаря которым „Южный Парк“ выходит в эфир уже целых 25 лет».
После того, как эпизод вышел в эфир, Меган была расстроена, подавлена и раздражена этим эпизодом, отказавшись смотреть его до конца. Пресс-секретарь пары опроверг слухи о том, что она с Принцем Гарри планировали подать в суд из-за этого эпизода.